# 伝馬定書
伝馬定書（てんまさだめがき）とは、戦国時代から江戸時代にかけて、幕府や大名が出した伝馬に関する定書のこと。広義においては、高札に記された伝馬に関する定書も含まれる。

## 概要
戦国大名や江戸幕府は伝馬の整備のために様々な定書を発布した。1601年（慶長6年）に伊奈忠次・彦坂元正・大久保長安の名前で東海道の宿場町に出された「御伝馬の定」は、東海道における宿駅を指定するとともに、各宿駅において伝馬36疋の賦課などの伝馬役の負担、その見返りとしての地子免除、更に伝馬における荷物の制限（重さ30貫まで）などを定めたことで知られている。